# João Pedro Azevedo Silva
João Pedro Azevedo Silva (Trofa, 29 dicembre 1987) è un ex calciatore portoghese, di ruolo difensore.

## Caratteristiche tecniche
Gioca come difensore centrale.